# Jardel Filho
Jardel Filho (n. São Paulo, Brasil; 24 de julio de 1927 - f. Río de Janeiro, Brasil; 19 de febrero de 1983) fue un actor de nacionalidad brasilera que hizo parte de su carrera en España y en Argentina.

## Carrera
Nacido en una familia tradicional de artistas, su padre era un empresario teatral Jercolis Jardel y su madre la actriz Lydia Boscoli. De adolescente iba a dedicarse a la militancia pero se volcó al teatro con la Compañía Dulcina y Odilon, trabajando posteriormente con trabajar más adelante con Bibi Ferreira y Henriette Morineau.
Su primer film en Argentina fue en 1959 con Mis amores en Río. Volvió un año después, al filmar la película Plaza Huincul, protagonizada por Duilio Marzio, Nelly Meden, Juan José Míguez y María Aurelia Bisutti.
Actuó junto a intérpretes de la talla de Alberto Olmedo, Enzo Viena, Ubaldo Martínez, Pablito Calvo, Isabel Sarli, Nelly Prono, entre otros.
En su país natal intervino en numerosas revistas teatrales, telenovelas y  en más 40 películas de gran éxito. Versátil, trabajó en 17 telenovelas y miniseries como O Bofe, de Bráulio Pedroso, Verão Vermelh, O Bem-Amado, O Homem que Deve Morrer, Fogo Sobre Terra , Coração Alado; Brilhante, O Espantalho y Memórias de Amor.

## Filmografía
- 1948: Pra lá de boa
- 1950: Dominó negro
- 1953: Santa de um louco
- 1953: Paixao tempestuosa
- 1953: Toda vida em quinze minutos
- 1954: Floradas na serra
- 1955: Leonora dos sete mares
- 1959: Mis amores en Río
- 1960: Plaza Huincul (Pozo uno)
- 1962: Setenta veces siete
- 1962: Buscando a Mónica
- 1962: Socia de alcoba
- 1963: Barcos de papel
- 1963: Racconto[3]
- 1966: Terra em transe
- 1968: O homem que comprou o mundo
- 1968: Tres mujeres de casanova
- 1968: Sete homens vivos ou mortos
- 1969: A um pulo da morte
- 1969: Macunaíma
- 1971: Os devasos
- 1972: A viúva virgem
- 1973: Tercer mundo
- 1975: Tangarella, a tanga de cristal
- 1976: A menor violentada
- 1977- 1981: O segredo de múmia
- 1978: Batalha dos guararapes
- 1980: Pixote
- 1982: A bom burguês
- 1982: Río Babilonia

## Fallecimiento
El 20 de febrero de 1983, el primer sábado después del carnaval, mientras se encontraba en la cima de la popularidad gracias al éxito del personaje Héctor en la telenovela brasilera Sol de verano, murió de un infarto cardíaco y de un Edema pulmonar. El funeral tuvo lugar en el Teatro Municipal. Filho tenía 55 años.
Fue galardonado en el año de su muerte por el gobernador de Chagas Freitas quien bautizó la calle de nueva construcción Soares Cabral con su nombre.